# 寒稽古
寒稽古（かんげいこ）とは、寒の時期に、武道や芸事の修練を行うこと。技術の向上とともに、寒さに耐えながら稽古をやり遂げることで、精神の鍛錬をするという目的にも重きをおかれて行われるものである。俳句の季語としても用いられる。

## 概要
寒稽古の原型は神道や仏教の修行法である寒行、あるいは寒修行と言われたものとされる。一年の中で最も寒い時期の未明から明け方の時間に行われ、寒さから逃避するのではなく、それに積極的に取組み、技術修得よりもむしろ精神力の養成に力点をおくことに意味があると考えられている。現代でも、空手道を中心に、体力向上や我慢強さを養うことを目的として行われる。
ただし、意義は以下の通り、医学的見地から否定されている。
寒稽古で一時的に持久力が向上しても、3ヶ月後にはその効果は失われ、寒稽古における激しい身体的ならびに心理的ストレスによる基礎交感神経活性の変化は、部員の持久力と自覚的コンディションの変動に負の影響を及ぼす。また、寒稽古が行われる時期における大学剣道部員の上気道感染症の罹患頻度は高く、殊に寒稽古前と寒稽古中の罹患率が高いことが示された。寒稽古は適切な健康管理と個人のストレスに応じたトレーニング計画を立案すべきとされる。